# Marcos Hocevar
Marcos Hocevar (n. 25 de septiembre de 1955 en Ijuí, Rio Grande do Sul) es un exjugador de tenis de Brasil que se desempeñó como profesional en los años 1970 y 80. Alcanzó dos finales de torneos de ATP en individuales, ambos en 1982, y llegó a ocupar el puesto nº 30 de la clasificación mundial. También ganó un título en la modalidad de dobles.

## Torneos ATP

### Finalista en individuales
| Leyenda                |
| Grand Slam (0)         |
| Tennis Masters Cup (0) |
| ATP Tour (2)           |

| N.º | Fecha | Torneo    | Superficie    | Oponente en la final | Resultado   |
| --- | ----- | --------- | ------------- | -------------------- | ----------- |
| 1.  | 1982  | Kitzbuhel | Tierra batida | Guillermo Vilas      | 6-7 1-6     |
| 2.  | 1982  | São Paulo | Tierra batida | José Luis Clerc      | 2-6 7-6 3-6 |